# 赤き月の廻るころ
『赤き月の廻るころ』（あかきつきのめぐるころ）は、岐川新による日本のライトノベル。イラストは凪かすみが担当している。第6回角川ビーンズ小説大賞奨励賞受賞作。角川ビーンズ文庫（角川書店）より2009年3月から2011年12月まで刊行された。
メディアミックスとして、『月刊Asuka』（同）にて音中さわきによるコミカライズが2010年9月号から2011年7月号まで連載された。

## 登場人物

### ロクソン
ブロウ以外の国々との国境は、険しい山脈。ブロウとは長年戦争が続いていた。国王はケレウス。国内で飼育が盛んな羊から良質の毛が取れ、そのため織物や染色が発達。古の神を崇めているので、魔術は異端とされている。
レウリア
主人公。ロクソン第二王女。ロクソン王の父ケレウスと、隣国ツァーリアの騎士の娘である母ナシュハの娘。母が魔術師だったため、不思議な力を受け継ぐ。16歳。兄妹に、王妃の子である兄のロラウドとアルセイ、側室の子である姉のメラリク、妹のミザレアがいる。
幼少時に不思議な力を使い、奇妙な出来事が相次いだため次々と侍女が辞め、城下に魔性の王女とささやかれるようになってしまう。そのため、王妃や廷臣の意向で公の場に姿を見せない。
成長してから自らの力が忌み嫌われるものと知り、アルセイに倣って始めた勉学や剣に打ち込む。その知識と不思議な力を買われ、ロラウドからブロウ行きを命じられる。
色素の薄い金褐色の髪に、紺色の瞳の少女。ブロウに潜入する際、ロラウドから贈られた染料で、髪をツァーリアに多い黒褐色に染めた。
ブロウでの名はレウェア。これは本名をツァーリア風に読み変えたもの。ブロウの年の離れた王弟に嫁ぐ公爵令嬢、イリーシャの侍女として潜入した。
たとえ敵国とはいえ、苦しむ人々を助けたいと願うほど芯が強い。病に倒れたイリーシャのため、ただ一つの薬の元となる草、タイアスを探しに行くほど。
グレイグ
アルセイの乳母子。レウリアが生まれたころから仕えている。最初は亡くなった妹の代わりのように思っていたが、のちにレウリアに心から尽くす。
レウリアのブロウ行きにも同行し、馬の世話係グレインとして潜入する。
アルセイ
ロクソン第二王子。王妃の第二子。レウリアの兄で、グレイグとは乳兄弟。
ロラウド
ロクソン第一王子。王妃の第一子。アルセイの兄。王太子であるため、非常に厳しい。
レウリアがアルセイについて歩いたり、剣術や勉学にはげむことについて、父の容認があってもなお渋い顔だった。
ミザレア
レウリアと同い年の異母妹。母は側室プレメア。すでに嫁いだ第一王女メラリクとは、同母姉妹。茶髪に瑠璃色の瞳の少女で、レウリア曰く美人で賢い。
姉であるレウリアをかなり嫌っており、異母姉になり替わり自分がジェラールの妃になろうとしている。
レウリアがブロウに潜入し正体が知れた際、ロラウドが「この国の王女はふたり」と言ったため、自分が第二王女だと言っている。

### ブロウ
ロクソンと唯一国境が接する国。国土の十分の一が永久凍土で、そのため肥沃なロクソンを狙い幾度も戦争がおこった。国王はシリス。伝統的に、長子が施政をつかさどり、次子が軍を統率することになっている。昔から、鉱物の産地として有名で、その一つの鉄鉱石から作られる鋼は高価で取引される。
ジェラール
ブロウ第二王子。ブロウ王の父シリスと、何代か前に海を越えて渡ってきた貴族の娘である母リオーラの息子。正式には「ジェラール=クリソール・トルリアン」。兄妹に正妃アクネアの子である兄、エリク王太子、弟リシール、妹セレーナが、父の異母弟に叔父のアレク、クラウス、その妻イリーシャがいる。赤褐色の髪は、母親譲り。
国王の第二子であるため、現在は父の弟アレクの元で軍の副司令官を務める。
1年前17歳になったのを機に、見聞を広めるという名目で国中を回った。そのさい国境付近でロクソンの離宮が完成したと聞き、その竣工式典にもぐりこんだことがある。
エリク
ブロウ第一王子。正妃アクネアの第一子。弟にジェラールとリシール、妹にセレーナがいる。ブロウに多い、鉛色の髪と鮮やかな紫の瞳をもつ。
南方の国、グリスバルから魔術師を雇う。賢王と評される父の穏健なやり方を生ぬるく思っている。
リシール
ブロウ第三王子。正妃アクネアの第三子。兄にエリク、ジェラール、妹にセレーナがいる。輝く銀髪に冴えた薄緑の双眸を持った少年。今年15歳になる。将来は叔父のクラウスを継ぎ、外交に携わる予定。
昨年14歳にしてグリスバルへ遊学し、春先に戻ったばかり。容姿や温和な性質は父譲り、物おじしない人当たりの良さから、城内のだれもから好かれている。貴族の支持も高く、エリクに万一のことがあれば、次の王太子はリシールと目される。
アレク
ブロウ王の異母弟、先王の第二妃の子でクラウスの兄。ジェラールの上で軍を統率している。第二妃の子であるジェラールを、クラウスとともに気にかけている。
クラウス
ブロウ王の異母弟、アレクと同じく第二妃の子。外交で年の半分は外国へ出向く。そのため領地をもたず城内の西翼で妻と暮らす。ツァーリアへ赴いた際、互いの一目惚れでイリーシャとであった。
イリーシャ
クラウスの妻。ツァーリアの公爵令嬢。前ツァーリア国王の王女の娘で、現王の姪にあたる。

### ツァーリア
レウリアの母ナシュハや、クラウスの妻イリーシャの生国。神秘の国と呼ばれる。いまだに古い神々を奉り、巫女が国を守ると伝えられる。ただ親交の深いロクソンですら実情をよく知らない。
リジン
ツァーリア王太子。
実際は王太子ではないが、神のお告げによりロシュアと入れ替わった。
ロシュア
リジンの副官。
実は本物の王太子だが、出生時のお告げによりリジンと入れ替わった。

## 既刊一覧

### 小説
- 岐川新（著）・凪かすみ（イラスト） 『赤き月の廻るころ』 角川書店〈角川ビーンズ文庫〉、全10巻
  1. 「紅蓮の王子と囚われの花嫁」2009年3月31日発売[2]、ISBN 978-4-04-454701-1
  2. 「二人の求婚者」2009年7月31日発売[3]、ISBN 978-4-04-454702-8
  3. 「異国の騎士は姫君を奪う」2009年11月28日発売[4]、ISBN 978-4-04-454703-5
  4. 「なくした記憶のかけら」2010年2月27日発売[5]、ISBN 978-4-04-454704-2
  5. 「もう一人の花嫁候補」2010年6月30日発売[6]、ISBN 978-4-04-454705-9
  6. 「蜜色の約束」2010年9月30日発売[7]、ISBN 978-4-04-454706-6
  7. 「奪われた王位」2011年1月29日発売[8]、ISBN 978-4-04-454707-3
  8. 「二人きりの婚礼」2011年6月30日発売[9]、ISBN 978-4-04-454708-0
  9. 「月明かりの誓い」2011年11月30日発売[10]、ISBN 978-4-04-454709-7
  10. 「祝福の花嫁」2011年12月28日発売[11]、ISBN 978-4-04-454710-3

### 漫画
- 岐川新（原作）・凪かすみ（キャラクター原案）・音中さわき（作画） 『赤き月の廻るころ』 角川書店〈あすかコミックスDX〉、全2巻
  1. 2011年1月22日発売[12]、ISBN 978-4-04-854578-5
  2. 2011年7月21日発売[13]、ISBN 978-4-04-854642-3